# Prodeinotherium
Prodeinotherium (pro - "antes" y Deinotherium "bestia terrible") es un género extinto de proboscídeo perteneciente a la familia Deinotheriidae, que vivió en África, Europa y Asia a principios y mediados del Mioceno.

## Descripción

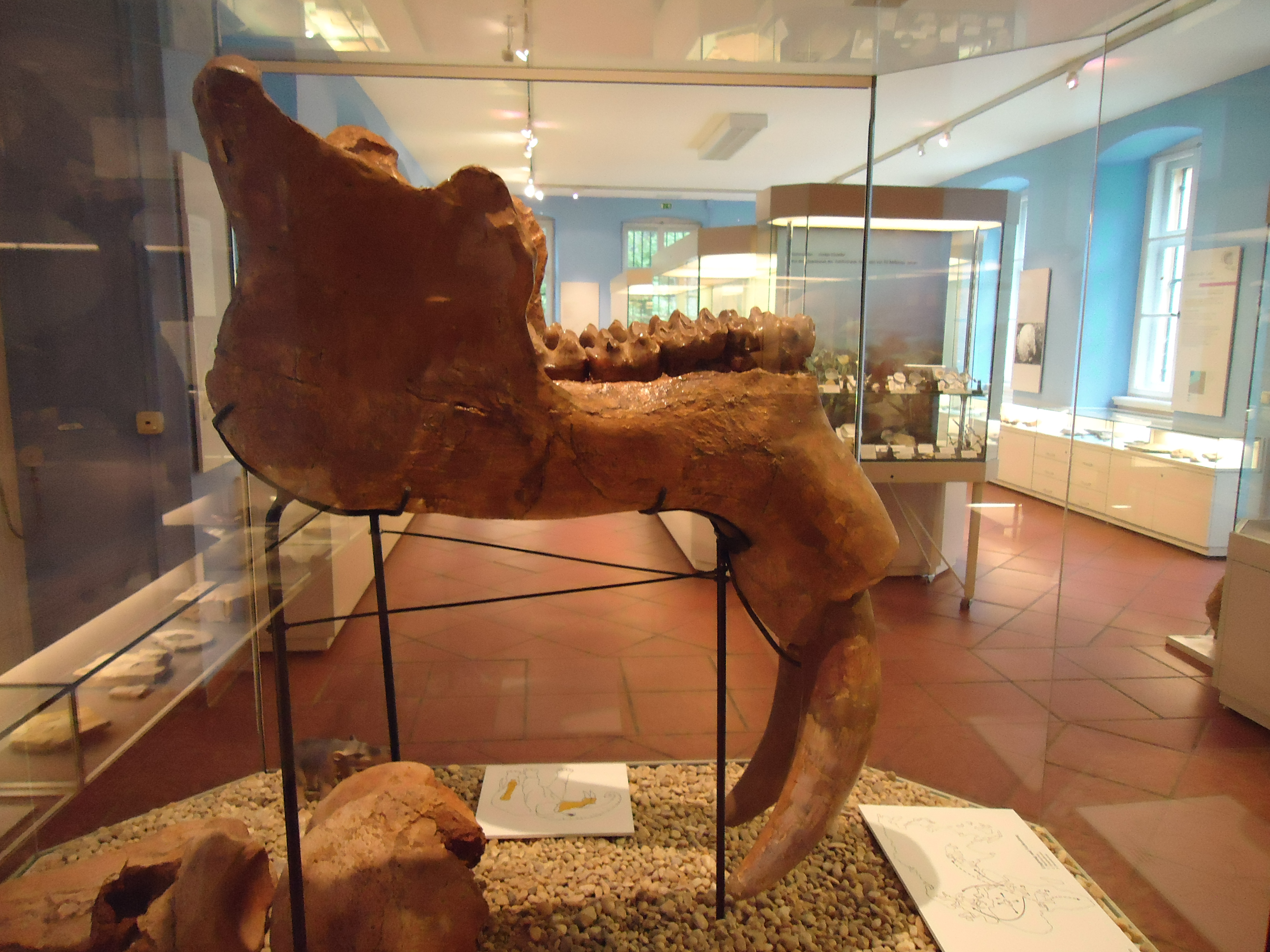
Vista lateral de las mandíbulas inferiores de Prodeinotherium bavaricum en el Naturkundemuseum Ostbayern

Prodeinotherium alcanzaba el tamaño del actual elefante asiático, con cerca de 3 metros hasta los hombros, pero difería de los elefantes por poseer un par de colmillos vueltos hacia abajo en su mandíbula inferior.
En apariencia general y mucha características era similar a Deinotherium (con el cual forma la subfamilia Deinotheriinae (Sanders et al. 2004), pero difería en ser de menor tamaño, tener miembros delanteros más cortos, y además en varios detalles de la forma de los dientes.
La especie más antigua de este género es Prodeinotherium hobleyi, que vivió en el Mioceno Inferior de Kenia, Namibia y Sudáfrica (hace entre 18 a 20 millones de años). Los fósiles de Prodeinotherium hobleyi también fueron hallados en Jebel Zelten en Libia. Un molar de un pequeño Prodeinotherium de Eritrea puede pertenecer también a esta especie y ser de la misma época.
Prodeinotherium hobleyi fue mayor y más especializado que su predecesor del Oligoceno,  Chilgatherium. Floreció por varios millones de años, antes de ser súbitamente reemplazado a mediados del Mioceno por el gigantesco Deinotherium.